# نزله (استان ورقله)
نزله (به عربی: النزلة) یک شهرداری در الجزایر است که در ناحیه تقرت واقع شده‌است. نزله ۱۳۲٫۱۵ کیلومتر مربع مساحت و ۵۱٬۶۷۴ نفر جمعیت دارد و ۶۸ متر بالاتر از سطح دریا واقع شده‌است.